# Hida Viloria
Pour les articles homonymes, voir Viloria (homonymie).
Hida Viloria, née le 29 mai 1968 est une personne écrivaine, autrice, productrice et militante des droits humains latino-américaine,. Viloria est intersexe, non binaire et non conforme de genre, utilise les pronoms they en anglais, et est connu pour ses écrits et son activisme intersexe et non binaire en faveur des droits LGBTIQ+. Viloria est l'une des premières personnes à apparaître dans les médias nationaux et internationaux comme une personne intersexuée non binaire. Viloria a fondé et dirige l'Intersex Campaign for Equality (en),.

## Enfance et éducation
Viloria est née à Jamaica (Queens), New York, de parents colombiens et vénézuéliens récemment immigrés. Viloria est née avec une forme d'hyperplasie congénitale des surrénales et un clitoris considérablement élargi en conséquence. Son père, médecin, et sa mère, ancienne institutrice, ont choisi de l'inscrire et de l'élever en tant que femme sans la soumettre à des chirurgies génitales (en), généralement recommandées à l'époque comme mesures correctives pour les nourrissons présentant des troubles du développement sexuel,. Son père estimait qu'une intervention chirurgicale visant à réduire la taille de son clitoris était médicalement inutile et présentait des risques sanitaires injustifiables.
Viloria fréquente des écoles catholiques dans le Queens, New York et l'université Wesleyan à Middletown, Connecticut, de 1986 à 1988, et  part ensuite étudier à l'université de Californie à Berkeley, obtenant en 1998 un diplôme d'études interdisciplinaires en genre et sexualité avec mention très bien et haute distinction.

## Carrière
Viloria a écrit Born Both: An Intersex Life publié par la maison Hachette Book Group USA en mars 2017) et co-écrit, avec la chercheuse en sciences biologiques Maria Nieto The Spectrum of Sex: The Science of Male, Female, and Intersex (Jessica Kingsley Publishers - Hachette UK, février 2020). Ses essais sur les questions telles que les mutilations génitales intersexuées, la discrimination contre les femmes intersexuées dans le sport, la sexualité, la reconnaissance légale du genre et l'identité de genre, ont été publiés dans des journaux telles que The Washington Post, The Daily Beast, Huffington Post, The Advocate, Ms., Le New York Times, The American Journal of Bioethics (en), le Global Herald, CNN.com, etc.
Viloria est l'une des principales personnalités militantes des droits humains pour l'intersexualité et a été élue présidente de l'Organisation internationale des intersexes de 2011 à 2017. Elle est directrice et fondatrice de l'Intersex Campaign for Equality (anciennement OII-USA) et travaille comme consultante auprès du HCDH des Nations unies, United Nations Free & Equal Campaign (en), Lambda Legal (en), Human Rights Watch, Williams Institute (en), IOC. Elle est apparue dans The Oprah Winfrey Show, 20/20, Gendernauts (en), One in 2000, Intersexion (en) et The General Was Female? (en).
Viloria a d'abord utilisé des pronoms féminins dans sa vie et sa carrière d'activiste,,, et par la suite les pronoms  «s/he» and «he/r»  pour refléter son identité intersexue.

### Born Both: An Intersex Life
En janvier 2017, Kirkus publié une revue critique des mémoires de Viloria, Born Both. En mai 2017, Meghan Daum publie une revue de Born Both dans le New York Times, en mentionnant « Viloria nous rend un service encore plus grand (c'est plus un cadeau, vraiment) de nous montrer ce que signifie vivre non seulement comme un homme et une femme mais aussi comme un troisième genre qui finit par émerger comme le bon ». S'exprimant sur le podcast LGBTQ&A (en) en décembre 2021, Viloria déclare : « La raison pour laquelle j'ai rédigé mes mémoires est parce que j'avais l'impression qu'il y a une histoire dont nous n'entendons pas assez parler à propos des personnes intersexuées, à savoir que c'est incroyable et merveilleux d'être intersexe. C'est littéralement mon expérience. ». Born Both a été nommé pour un Lambda Literary Award 2018 pour la non-fiction LGBTQ.

### S'opposer aux chirurgies non consensuelles médicalement inutiles
En 1996, Viloria participe à la première retraite intersexe internationale avec le souhait de rencontrer des gens qui lui ressemblent. rencontrant des personnes qui avaient été traumatisés et physiquement endommagés par des chirurgies génitales esthétiques et des traitements hormonaux dans la petite enfance et l'enfance. Ceci motive Viloria à s'engager en faveur des personnes intersexes,.
Viloria plaide publiquement contre l'utilisation de chirurgies esthétiques et d'hormonothérapie médicalement inutiles sur les nourrissons et les mineurs intersexes, également connus sous le nom de mutilations génitales intersexes, depuis 1997 atteignant un public de plus de cent millions de personnes via des apparitions dans divers documentaires sur les personnes intersexes, dont le premier Hermaphrodites Speak!, et plus particulièrement sur ABC's 20/20, The Oprah Winfrey Show, dans l'émission de langue espagnole nommée aux Emmy Awards Caso Cerrado (en),  et au siège des Nations unies à New York pour la Journée des droits humains en 2013 .
En 2004, Viloria a témoigné devant la San Francisco Human Rights Commission (en) sur la nécessité d'interdire les chirurgies esthétiques génitales médicalement inutiles sur les nourrissons et les enfants intersexes[réf. nécessaire].
Entre 2010 et 2017, Viloria publie de nombreux essais dénonçant les chirurgies non consensuelles et médicalement inutiles dans des publications telles que CNN.com, The Advocate, The Huffingtion Post et Narrative Inquiry in Bioethics (en). Ses mémoires Born Both: An Intersex Life examinent et critiquent en  les mutilations génitales intersexuées[réf. nécessaire].

### Opposition aux «troubles du développement sexuel»
En 2006, l'establishment médical international a remplacé les termes «hermaphrodite» et «intersexe» par le terme « troubles du développement sexuel». Viloria fait partie d'une poignée de personnes militantes intersexes américaines[réf. nécessaire] qui s'est opposée à l'utilisation du terme «troubles du développement sexuel» depuis son introduction. En 2007, ces personnes ont publiquement critiqué l'étiquette et le raisonnement homophobe et transphobe à l'œuvre derrière ce remplacement. Elles ont également fait valoir qu'être élevé pour se définir comme désordonné est psychologiquement nocif pour les jeunes intersexués :

« While some doctors and parents are, according to supporters of the term like Chase (co-author of the DSD Guidelines and founder and director of ISNA), more comfortable referring to us as having "disorders" than associating with a label supported by homosexuals and transsexuals, I do not believe adopting a pathologizing label to distance ourselves from these groups is a solution, to say the least....  I know that it would have harmed my self-esteem to be raised under a term which named my difference a 'disorder.' Even complete ignorance about what to call myself was preferable as I was able to form positive beliefs about my unique qualities. »

— Hida Viloria

### Lutte contre la discrimination à l'égard des femmes intersexues dans le sport
En 2009, en réponse au traitement réservé à la star de l'athlétisme noire sud-africaine Caster Semenya, dont on disait qu'elle était intersexe, Viloria a fait pression en tant que militante intersexe indépendante pour l'égalité des droits des athlètes féminines intersexes à la télévision et dans la presse écrite sur CNN.com. En février 2010, en tant que porte-parole de l'Organisation internationale des intersexes (OII), elle a rédigé une pétition destinée au Comité international olympique exigeant que les athlètes féminines intersexes soient autorisées à concourir telles quelles et soient dépathologisées. Cette action a abouti à l'invitation de Viloria à participer à la réunion d'experts du Comité international olympique d'octobre 2010 sur les femmes intersexuées dans le sport, à Lausanne, en Suisse, où elle a fait pression contre l'adoption de réglementations qui obligent les athlètes féminines intersexes à subir des procédures médicales médicalement inutiles afin de pouvoir concourir en tant que femmes, et contre le fait que les athlètes soient qualifiées de personnes atteintes de «troubles du développement sexuel». À la suite du plaidoyer de Viloria, le CIO et l'IAAF ont cessé d'utiliser les termes de «troubles du développement sexuel» pour décrire les athlètes en question et l'ont remplacé par «les femmes atteintes d'hyperandrogénie».
Viloria soutient depuis 2009 que les tests sexuels olympiques sont appliqués de manière à cibler les femmes « butch », ou d'apparence masculine,. En 2012, Viloria a co-écrit un article dans l'American Journal of Bioethics, avec la coureuse de haies espagnole intersex Maria José Martínez-Patiño, l'athlète responsable de l'annulation des politiques de test chromosomique obligatoire de longue date du CIO, qui critiquait les règlements proposés par le CIO pour les femmes avec des niveaux élevés de testostérone naturelle (alias hyperandrogénie). Lors de la publication du règlement final du CIO pour les femmes intersexuées atteintes d'hyperandrogénie en 2012, elle a collaboré à un article d'opinion avec la chercheuse Georgiann Davis (en) et a également déclaré au New York Times que les problèmes des athlètes intersexes restent non résolus : « De nombreux athlètes ont des problèmes médicaux. différences qui leur donnent un avantage concurrentiel, mais ne sont pas invités à subir des interventions médicales pour "supprimer" l'avantage. . . . Le vrai problème n'est pas l'équité, mais le fait que certaines athlètes ne sont pas acceptées comme de vraies femmes à cause de leur apparence ».
Lors de la Journée des droits de l'homme, 2013, Viloria est devenue la première personne ouvertement intersexe à s'exprimer à l'ONU, sur invitation, lors de l'événement «Le sport sort contre l'homophobie», avec d'autres pionnières : Martina Navratilova et la joueuse de la NBA Jason Collins,.
En 2014, Viloria a plaidé contre les réglementations du CIO et de l'IAAF pour les femmes atteintes d'hyperandrogénie lors d'un panel de l'émission de télévision Al Jazeera The Stream (en). Elle a également écrit sur l'interphobie et les malentendus courants autour de la testostérone naturelle qui régissent les réglementations sportives pour les femmes intersexues, dans The Advocate.

### Enregistrements à la naissance
Avec l'avènement d'une nouvelle loi allemande affectant les nourrissons visiblement intersexes à un sexe « indéterminé », Viloria a fait valoir que cette approche de l'enregistrement des naissances ne fournit pas de droits humains adéquats aux personnes intersexues et ne répond pas au besoin le plus critique : mettre fin à la normalisation des interventions chirurgicales et hormonales chez les nourrissons et les enfants,.
En avril 2017, Viloria est devenue la deuxième américaine à recevoir un certificat de naissance intersexe, délivré par la ville de New York.

### Affiliations et activisme national et mondial
Au printemps 2010, Viloria a rejoint l'Organisation internationale des intersexes (OII), la première organisation internationale intersexe, a été nommée porte-parole des droits de l'homme et a commencé à faire pression contre les réglementations discriminatoires pour les athlètes féminines intersexes. Au printemps 2011, Viloria a été élue présidente de l'OII, à la retraite du fondateur Curtis Hinkle. Viloria a démissionné en novembre 2017, lorsque Intersex Campaign for Equality a quitté l'OII.
À l'automne 2011, Viloria a fondé l'Intersex Campaign for Equality, pour travailler pour l'égalité et les droits de l'homme pour les Américains intersexes. Sa première action, en décembre 2011, a été de contacter l'ancienne secrétaire d'État Hillary Clinton pour demander l'inclusion des personnes intersexues dans les protocoles et protections des droits humains. Au début de 2012, elle a reçu une réponse du département d'État américain au début de 2012 affirmant l'importance d'inclure la communauté intersexue dans le travail des droits humains.
En 2012, Viloria a lancé le premier appel mondial unifié pour les droits humains par et pour les personnes intersexes, dans une lettre signée par trente principales organisations de défense des intersexes, adressée au Haut-Commissariat des Nations unies aux droits de l'homme.
En 2013, Viloria a été l'une des trois co-organisatrices intersexes du troisième International Intersex Forum (en) en novembre 2013, à Malte, qui a conduit à la création de la déclaration de Déclaration de Maltes (en) largement soutenue par la communauté internationale. communauté de défense des personnes intersexes.
En 2016, Viloria est devenue membre du conseil d'administration de Genital Autonomy America (GA America), une organisation de défense travaillant avec des groupes du monde entier qui cherchent à mettre fin aux mutilations génitales non thérapeutiques de tous les nourrissons et enfants de sexe féminin, masculin et intersexe.

### Médias
Viloria a évoqué le fait d'être non binaire ou genderqueer, dans le documentaire primé de 1999 Gendernauts.
En 2002, Viloria a déclaré qu'elle se sentait bénie de ne pas avoir subi de chirurgie génitale infantile forcée pendant l'émission 20/20.
En 2007, dans The Oprah Winfrey Show, Viloria a comparé le manque de compréhension de la société à l'égard des personnes non binaires et la pression que subissent les personnes non binaires pour s'identifier en tant qu'hommes ou femmes, à ce que les personnes de race mixte afro-américaine et caucasienne subissent parfois, en disant : « La société vous pousse à choisir votre camp, tout comme elle fait pression sur les métis pour qu'ils décident, vous savez. . . « Es-tu vraiment noir ? Es-tu vraiment blanc ?'" Viloria a poursuivi en disant «J'ai les deux [côtés]».
En septembre 2015, la campagne Free & Equal de l'ONU pour l'égalité a produit une vidéo de Viloria conjointement avec la publication d'une  fiche d'information sur l'intersexualité et en 2016, Viloria était l'une des «voix intersexes» présentées. dans la campagne de sensibilisation à l'intersexualité de Free and Equal Campaign for Equality.
Viloria a également plaidé contre les mutilations génitales intersexuées via des essais,, et dans leurs mémoires de 2017, Born Both: An Intersex Life.
En 2019, Viloria a été présentée dans le documentaire de la Smithsonian Channel (Canada), The General Was Female?, qui exposait des preuves convaincantes selon lesquelles le général Casimir Pulaski, vénéré comme le père de la cavalerie américaine, aurait pu être intersexe.

## Publications
- Hida Viloria, « Stop trying to make Caster Semenya fit a narrow idea of womanhood. It's unscientific and unethical. », The Washington Post,‎ 3 mai 2019 (lire en ligne)
- (en) Queer: A Reader for Writers, Oxford University Press, 2016 (ISBN 9780190277109), « What's In A Name: Intersex and Identity »
- (en) Born both : an intersex life, Hachette, 2017 (ISBN 978-0-316-34784-6 et 0-316-34784-1, OCLC 953707656)Viloria, « Why We Must Dismantle the Intersex Closet », The Advocate, 16 février 2017
- « Promoting Health and Social Progress by Accepting and Depathologizing Benign Intersex Traits », Narrative Inquiry in Bioethics, vol. 5, no 2,‎ 2015, p. 114–117 (PMID 26300140, DOI 10.1353/nib.2015.0042, S2CID 28830934, lire en ligne)
- The Human Agenda: Conversations about Sexual Orientation and Gender Identity, Trans Uber Books, 2015 (ISBN 978-0986337932), « Hida Viloria »
- (en) « Reexamining Rationales of "Fairness": An Athlete and Insider's Perspective on the New Policies on Hyperandrogenism in Elite Female Athletes », The American Journal of Bioethics, vol. 12, no 7,‎ juillet 2012, p. 17–19 (ISSN 1526-5161, PMID 22694024, DOI 10.1080/15265161.2012.680543, S2CID 20865730)

### Honneurs et récompenses
En avril 2013, l'organisation de défense des intersexes de Viloria a été sélectionnée comme finaliste pour le prix mondial du Kalamazoo College pour la justice sociale collaborative, administré par le centre Arcus pour le leadership en justice sociale du Kalamazoo College. Les mémoires de Viloria Born Both: An Intersex Life ont été sélectionnés comme l'un des six livres de la liste «The Best New Books» du magazine People en avril 2017, l'un des dix meilleurs livres pour adolescents du School Library Journal, et  nommés au Lambda Literary Award 2018 pour la non-fiction LGBTQ.